# Søren Wærenskjold
Søren Wærenskjold (Mandal, 12 de marzo de 2000) es un deportista noruego que compite en ciclismo en la modalidad de ruta.
Ganó dos medallas en el Campeonato Mundial de Ciclismo en Ruta de 2022 y una medalla de plata en el Campeonato Europeo de Ciclismo en Ruta de 2021, en la categoría sub-23.

## Medallero internacional
| Campeonato Mundial | Campeonato Mundial      | Campeonato Mundial | Campeonato Mundial  |
| Año                | Lugar                   | Medalla            | Competición         |
| ------------------ | ----------------------- | ------------------ | ------------------- |
| 2022               | Wollongong ( Australia) | Medalla de oro     | Contrarreloj sub-23 |
| 2022               | Wollongong ( Australia) | Medalla de bronce  | Ruta sub-23         |
| Campeonato Europeo |                         |                    |                     |
| Año                | Lugar                   | Medalla            | Competición         |
| 2021               | Trento ( Italia)        | Medalla de plata   | Contrarreloj sub-23 |

## Palmarés
2020
- Vuelta a Rodas, más 2 etapas
- 3.º en el Campeonato de Noruega Contrarreloj

2021
- 1 etapa de la Carrera de la Paz sub-23
- 2.º en el Campeonato de Noruega Contrarreloj
- 2 etapas del Tour del Porvenir
- 2.º en el Campeonato Europeo Contrarreloj sub-23

2022
- 2.º en el Campeonato de Noruega Contrarreloj
- 1 etapa del Tour del Porvenir
- Campeonato Mundial Contrarreloj sub-23
- 3.º en el Campeonato Mundial en Ruta sub-23

2023
- 1 etapa del Tour de Arabia Saudita
- 1 etapa de la Vuelta a Bélgica
- Campeonato de Noruega Contrarreloj
- 1 etapa de la Vuelta a Dinamarca
- Tour Poitou-Charentes en Nueva Aquitania, más 1 etapa

2024
- 1 etapa del AlUla Tour
- Vuelta a Bélgica, más 1 etapa
- Tour Poitou-Charentes en Nueva Aquitania, más 1 etapa

2025
- 1 etapa de la Estrella de Bessèges
- Omloop Nieuwsblad
- 3.º en el Campeonato de Noruega Contrarreloj
- 1 etapa de la Vuelta a Dinamarca
- 1 etapa de la Vuelta a Alemania

## Resultados en Grandes Vueltas y Campeonatos del Mundo
| Carrera              | Carrera              | 2019 | 2020 | 2021 | 2022 | 2023  | 2024  | 2025 |
| -------------------- | -------------------- | ---- | ---- | ---- | ---- | ----- | ----- | ---- |
|                      | Giro de Italia       | —    | —    | —    | —    | —     | —     | —    |
|                      | Tour de Francia      | —    | —    | —    | —    | 140.º | 133.º | Ab.  |
|                      | Vuelta a España      | —    | —    | —    | —    | —     | —     | —    |
| Mundial Contrarreloj | Mundial Contrarreloj | —    | —    | —    | —    | 13.º  | 16.º  | —    |

| —: No participó | Ab: Abandono |

## Equipos
- Joker Fuel (2019-2020)
- Uno-X Pro Cycling (2021-)
  - Uno-X Pro Cycling Team (2021-2023)
  - Uno-X Mobility (2024)